# Julia Sarr
Julia Sarr est une chanteuse, auteure-compositrice et productrice sénégalaise à la voix mezzo-soprano, née à Dakar, au Sénégal. Chanteuse soliste et choriste, elle a collaboré avec de nombreux artistes. Elle n'a jamais oublié le Sénégal, et chante le plus souvent en wolof. Elle chante des mélodies douces sur des rythmes mbalax de percussions.

## Biographie
Elle est née à Dakar, au sein d'une famille d'intellectuels, d'origine peule par sa mère, chrétienne protestante gambienne, et toucouleur par son père musulman. Son chant se base sur la polyrythmie d'Afrique de l'Ouest. Elle débute jeune avec Tony Allen, batteur pionnier de l'afrobeat. 
Parallèlement à ses projets solos, elle poursuit son activité de choriste sur scène ou en studio : avec Lokua Kanza,,, Jean-Jacques Goldman, Michel Fugain, MC Solaar, Koffi Olomidé, Youssou N'Dour, Richard Bona, Salif Keïta, Oumou Sangaré, Mano Solo, Alpha Blondy, Femi Kuti, Omar Pene, Johnny Hallyday, Maurane, Gael Faye, Bénabar, Pascal Obispo , Marcus Miller, Christophe Maé, Francis Cabrel, etc.,. Elle fait partie des chœurs de Miriam Makeba,  sur l'album Homeland, sorti en 2000 et enregistré à Johannesburg ; elle a l'occasion de signer le texte d'une des chansons Lindelani.
En 1999, elle participe aussi à des musiques de films : Une pour toutes  de Claude Lelouch, un morceau composé par Francis Lai. Elle travaille également avec Jean-Claude Petit (compositeur et arrangeur), chantant notamment la BO du film de Raoul Peck, Lumumba en 2010. 
En 2005, elle collabore avec Patrice Larose, un guitariste français de jazz d'inspiration flamenco, avec qui elle enregistre un album intitulé Set Luna. Elle y chante, comme souvent, en wolof, la langue la plus parlée du Sénégal. Elle y chante notamment pour les candidats à l'exil, les avertissant que la vie en France n'est pas facile (« Si tu me demandes comment c'est là où je vis/Je ne te mentirai pas/Le souci de l'argent et l'hiver sont très réels », et que l'exil est une douleur (« Si tu quittes ta terre pour aller à la conquête d'une autre/Tu peux changer, et tu peux te perdre/Perdre tes racines jusqu'au danger de t'abîmer »). Julia Sarr et Patrice Larose font une tournée mondiale, passant notamment aux États-Unis, se produisant notamment au Carnegie Hall, le 24 octobre 2005, et en France. 
En 2008, elle commence la préparation d'un nouveau disque, Daraludul Yow qui sort en septembre 2014 et est son véritable premier album en solo. Elle y chante, à nouveau en wolof, sur des rythmes mbalax. Elle aborde les thèmes de la condition des femmes, des migrants à nouveau, des enfants et de l'amour. Sa proposition artistique est une rencontre de la culture Wolof et du piano. Elle invite cinq pianistes dont Fred Soul, Bojan Z, Jean Philippe Rykiel, Samuli Mikkonen et Mario Canonge . Quatre titres sont écrits par son compatriote et ami Alune Wade. Elle y interprète aussi une composition de Lokua Kanza Nawna, dont le texte évoque le génocide au Rwanda, en 1994. Le titre est introduit par le son d’une viole d'amour jouée par le Tunisien Jasser Haj Youssef. En janvier 2015, elle est conviée à interpréter les titres de cet album au festival Au fil des voix. La même année, elle apparaît comme choriste sur l'album In extremis de Francis Cabrel, qu'elle accompagne en tournée, un album live L'In extremis Tour illustrant ses nombreux concerts. Julia Sarr apparaît également aux chœurs du dernier album studio de Francis Cabrel, À l'aube revenant, sorti le 16 octobre 2020.
Elle publie en 2023 un nouvel album, Njaboot (famille, en wolof),. Elle y rend notamment un hommage au musicien sénégalais Habib Faye (en), mort en 2018.